# 다네가시마 시게토키
다네가시마 시게토키(일본어: 種子島 恵時 타네가시마 시게토키[*])는 센고쿠 시대의 무장이다. 다네가시마씨 제13대 당주.

## 생애
제12대 당주 다네가시마 다다토키의 아들로 태어났다. 시게토키가 가독을 이어받아 당주가 되었을 무렵에는 규슈에서 시마즈 가쓰히사와 그의 양자 시마즈 다카히사간의 내부 다툼이 벌어질 때였다. 다다토키는 이때 다카히사 쪽에 붙어 가요다 성과 이치키 성 공략에 공을 세웠다. 그러나 난보쿠초 시대부터 다네가 섬의 실권을 장악했던 네지메 씨와도 갈등을 빚게 되었고, 네지메의 당주 네지메 기요네(禰寝清年)와의 싸움에서 패하자, 일시적으로 야쿠섬으로 피신하였다. 그러나 다시 군세를 정비하여 네지메군을 공격, 1543년(텐분 13년)에 다네가섬과 야쿠섬을 장악하고 네지메 씨와 화해하였다.
이 무렵에 포르투갈 선교사들이 처음으로 조총을 들여온 곳이 다네가섬이다. 《철포기》에는 시게토키보다 아들인 도키타카가 더 많이 등장함에 따라, 이 무렵에 시게토키가 아들인 도키타카에게 가독을 물려주고 은거한 것으로 추정된다.
1567년(에이로쿠 10년) 3월 14일에 사망하니, 향년 65세이다.